# The Four Knights
The Four Knights fue un grupo vocal estadounidense originario de Charlotte (Carolina del Norte). Su éxito de 1954, "I Get So Lonely When I Dream About You (Oh Baby Mine)", vendió más de un millón de copias y recibió un disco de oro.

## Historia
El grupo se formó en 1943, con una membresía original de Gene Alford (tenor principal), Oscar Broadway (bajo), Clarence Dixon (barítono) y John Wallace (tenor, guitarra). Esta formación se mantuvo igual durante gran parte de la carrera de la banda. Primero cantaron bajo el nombre de Southland Jubilee Singers e interpretaron música góspel, así como números de pop vocal y doo-wop. En 1944 comenzaron a trabajar para la emisora de radio WSDC, una subsidiaria la NBC con sede en Charlotte. Poco después se convirtieron en artistas destacados en el programa Carolina Hayride, transmitido por WBT, afiliada de la CBS. Grabaron discos de transcripción para Langworth Records a mediados de la década y cambiaron su nombre a The Four Knights en 1945.
Más tarde, en 1945, el grupo se estableció a Nueva York, donde aparecieron en el programa de radio de Arthur Godfrey. Firmaron con Decca Records en 1946 y lanzaron cuatro sencillos durante los siguientes dos años. Aparecieron en el programa de radio de Red Skelton durante la mayor parte de 1948 y realizaron una gira con Bill "Bojangles" Robinson. En 1949, lanzaron dos sencillos más en Coral Records, subsidiaria de Decca.
El grupo perdió su contrato de grabación con Skelton en 1950, cuando su mánager pidió un precio por los servicios del grupo que estaba por encima del presupuesto del programa. El gerente rompió el contrato en lugar de intentar llegar a un compromiso con el programa. El grupo lo despidió por esto, ya que ahora habían perdido una importante fuente de exposición. Firmaron con Capitol Records al año siguiente, donde permanecieron durante seis años y publicaron unos 40 sencillos, junto con dos LP y tres EP. El lanzamiento de 1951 "I Love the Sunshine of Your Smile" alcanzó el puesto 23 en la lista de éxitos de Estados Unidos. A medida que la televisión se generalizó, renovaron su contrato con Skelton para su programa de televisión y también aparecieron en The Ed Sullivan Show.
Su éxito de 1954, "I Get So Lonely When I Dream About You (Oh Baby Mine)", llegó al número 3 en las listas y fue su mayor éxito en Estados Unidos, vendiendo más de un millón de copias en todo el mundo, siendo premiado con un disco de oro. Tuvieron varios lanzamientos en las listas de éxitos a principios de la década de 1950. Bajo el nombre de "Oh Baby Mine (I Get So Lonely)", la canción también llegó al número 5 en la lista de singles del Reino Unido ese año. El grupo acompañó a Nat King Cole en sus éxitos "My Personal Possession" y " That's All There Is to That ".
Gene Alford tuvo que dejar el grupo debido al empeoramiento de su epilepsia, y fue reemplazado por George Vereen y luego por Clifford Holland (antes de los Delta Rhythm Boys). Alford murió en 1960.
En 1957, el grupo volvió a firmar con Coral Records, lanzando cuatro sencillos más y dos LP. Su último éxito fue "Oh Falling Star" en 1959, que alcanzó el puesto 83. Lanzaron algunos sencillos más en sellos menores en la década de 1960, pero esencialmente abandonaron la industria de la música a mediados de la década. Tres años después de la muerte de Alford, Clarence Dixon dejó el grupo y finalmente en 1966, se disolvió. John Wallace murió en 1978 y tanto Dixon como Broadway se retiraron al área de Los Ángeles. Broadway murió en 1978 y Dixon murió en 1992.
En 2002 fueron incluidos en el Salón de la Fama de los Grupos Vocales.